# Anton Dohrn

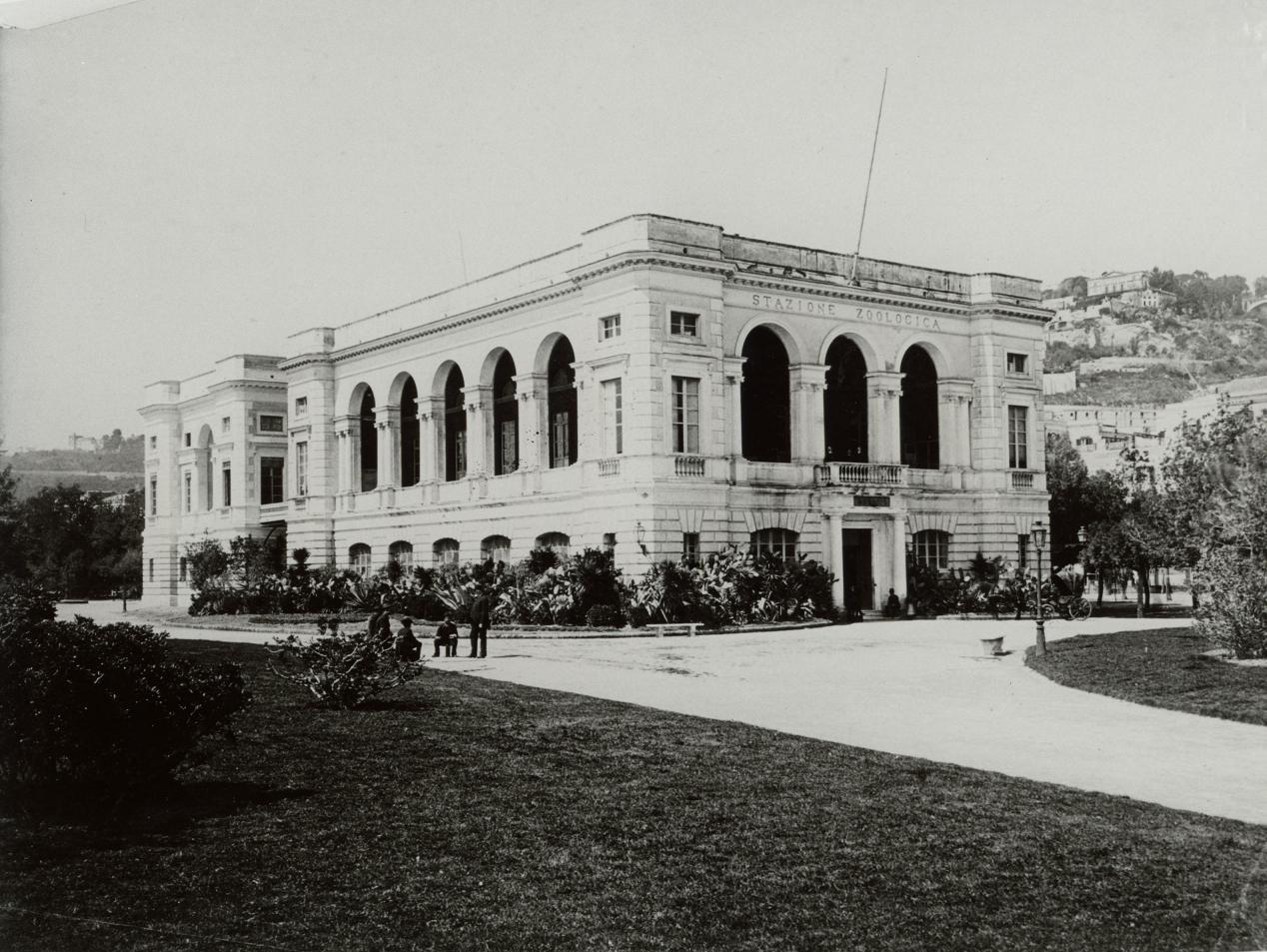
Stazione Zoologica Anton Dohrn w Neapolu

Felix Anton Dohrn (ur. 29 września 1840 w Szczecinie, zm. 26 września 1909 w Monachium) – niemiecki przyrodnik, entomolog, darwinista, założyciel stacji zoologicznej w Neapolu. 
Był synem Carla Augusta Dohrna. Studiował na uniwersytetach w Królewcu, Bonn, Jenie i Berlinie. Pod wpływem Ernsta Haeckela zainteresował się ideą ewolucjonizmu. W 1865 roku we Wrocławiu otrzymał tytuł doktorski, a w 1868 roku w Jenie habilitował się. We wrześniu 1873 roku otworzył w Neapolu stację zoologiczną (późniejsza Stazione Zoologica Anton Dohrn).
Jego żoną była Polka Maria Baranowska-Dohrn (1856-1909), tłumaczka.
Zmarł po krótkiej chorobie 26 września 1909 roku w Monachium.

## Wybrane prace
- Der Ursprung der Wirbelthiere und das Princip des Functionswechsels. Genealogische Skizzen, Leipzig 1875
- Die Pantopoden des Golfes von Neapel und der angrenzenden Meeres-Abschnitte, Leipzig 1881
- Studien zur Urgeschichte des Wirbelthierkörpers, Leipzig 1881-1886